# ГАЕС Лам-Тахонг
ГАЕС Lam Ta Khong — гідроакумулювальна електростанція у центральній частині Таїланду.
З 1969 року річку Lam Ta Khong (верхня течія Ta Khong, лівої притоки Мун, котра в свою чергу є правою притокою Меконгу) перекрили земляною греблею висотою 40 метрів та довжиною 527 метрів, яка потребувала 853 тис. м3 матеріалу. Вона утворила водосховище з об'ємом 310 млн м3 (корисний об'єм 290 млн м3), призначенням якого було забезпечення землеробства на 52 тисячах гектарів земель (в сухий сезон площа зрошення становить 8 тисяч гектарів). А у кінці 1990-х почали реалізацію проекту гідроакумулювальної станції, котра б використовувала зазначене сховище як нижній резервуар.
Верхній резервуар спорудили на висотах правого берегу Lam Ta Khong, оточивши його кам'яно-накидною дамбою з асфальтовим облицюванням висотою 50 метрів та довжиною 2170 метрів, яка потребувала 5,4 млн м3 матеріалу. Вона створює водойму з об'ємом 9,9 млн м3 (корисний об'єм 9,6 млн м3), в якій припустиме коливання рівня поверхні у операційному режимі між позначками 620 та 660 метрів НРМ.
Через два напірні водоводи довжиною 0,65 км верхній резервуар з'єднаний з машинним залом, спорудженим у підземному виконанні. Останній має розміри 175х25 метрів при висоті 49 метрів, а до нижньої водойми звідси ведуть два тунелі довжиною по 1,35 км. Станція одразу розраховувалась на чотири гідроагрегати, проте спершу в 2002-му ввели в експлуатацію два з оборотними турбінами типу Френсіс потужністю по 260 МВт (номінальна потужність черги 500 МВт). Враховуючи, що в нижньому резервуарі коливання поверхні відбувається між позначками 261 та 277 метрів НРМ, станція працює з номінальним напором у 360 метрів. Проектний виробіток першої черги становить 0,5 млрд кВт-год електроенергії на рік.
У другій половині 2010-х років почали роботи над другою чергою, запуск якої запланований на 2018 рік.
Зв'язок з енергосистемою забезпечується ЛЕП, розрахованою на роботу під напругою 230 кВ.